# 2017–2018-as magyar női vízilabdakupa
A 2017–2018-as magyar női vízilabdakupa a tizennyolcadik kiírás volt a versenysorozat történetében. A kupára tíz csapat nevezett. A győzelmet az UVSE szerezte meg.

## Eredmények

### Selejtező
október 28–29.
A csoport (Szentes)
| Hely. | Csapat         | M | Gy | D | V | G+ | G– | Gk  | P  | Továbbjutás vagy kiesés      |  | BVSC | SZEN | EGER | SZEG | TVSE |
| ----- | -------------- | - | -- | - | - | -- | -- | --- | -- | ---------------------------- |  | ---- | ---- | ---- | ---- | ---- |
| 1.    | BVSC-Zugló     | 4 | 4  | 0 | 0 | 55 | 22 | +33 | 12 | Továbbjutott a negyeddöntőbe |  | —    | 13–5 | 14–7 | 13–7 | 15–3 |
| 2.    | Szentesi VK    | 4 | 2  | 0 | 2 | 30 | 27 | +3  | 6  | Továbbjutott a negyeddöntőbe |  | 5–13 | —    | 10–5 | 6–7  | 9–2  |
| 3.    | Egri VK        | 4 | 2  | 0 | 2 | 38 | 41 | −3  | 6  | Továbbjutott a negyeddöntőbe |  | 7–14 | 5–10 | —    | 14–8 | 12–9 |
| 4.    | Szeged         | 4 | 2  | 0 | 2 | 33 | 38 | −5  | 6  | Továbbjutott a negyeddöntőbe |  | 7–13 | 7–6  | 8–14 | —    | 11–5 |
| 5.    | Tatabányai VSE | 4 | 0  | 0 | 4 | 19 | 47 | −28 | 0  |                              |  | 3–15 | 2–9  | 5–11 | 9–12 | —    |

B csoport (Népliget)
| Hely. | Csapat                | M | Gy | D | V | G+ | G– | Gk  | P  | Továbbjutás vagy kiesés      |  | DUV   | UVSE | FTC   | BHSE | UVSEM |
| ----- | --------------------- | - | -- | - | - | -- | -- | --- | -- | ---------------------------- |  | ----- | ---- | ----- | ---- | ----- |
| 1.    | Dunaújvárosi Főiskola | 4 | 3  | 1 | 0 | 67 | 33 | +34 | 10 | Továbbjutott a negyeddöntőbe |  | —     | 10–9 | 12–12 | 23–7 | 22–5  |
| 2.    | UVSE                  | 4 | 3  | 0 | 1 | 64 | 25 | +39 | 9  | Továbbjutott a negyeddöntőbe |  | 9–10  | —    | 14–8  | 23–1 | 18–6  |
| 3.    | Ferencváros           | 4 | 2  | 1 | 1 | 62 | 39 | +23 | 7  | Továbbjutott a negyeddöntőbe |  | 12–12 | 8–14 | —     | 26–6 | 16–7  |
| 4.    | Bp. Honvéd            | 4 | 1  | 0 | 3 | 23 | 78 | −55 | 3  | Továbbjutott a negyeddöntőbe |  | 7–23  | 1–23 | 6–26  | —    | 9–6   |
| 5.    | UVSE Margitsziget     | 4 | 0  | 0 | 4 | 24 | 65 | −41 | 0  |                              |  | 5–22  | 6–18 | 7–16  | 6–9  | —     |

### Negyeddöntő
november 11, 12.
| 1. csapat   | Össz. | 2. csapat             | 1. mérk. | 2. mérk. |
| ----------- | ----- | --------------------- | -------- | -------- |
| BVSC-Zugló  | 35–7  | Szegedi Egyetem       | 22–3     | 13–4     |
| Szentesi VK | 19–23 | Ferencváros           | 10–10    | 9–13     |
| Egri VK     | 13–30 | UVSE                  | 6–18     | 7–12     |
| Bp. Honvéd  | 8–46  | Dunaújvárosi Főiskola | 2–20     | 6–26     |

### Elődöntő
december 9., Komjádi uszoda
| 1. csapat             | Eredmény | 2. csapat  |
| --------------------- | -------- | ---------- |
| Dunaújvárosi Főiskola | 10–7     | BVSC-Zugló |
| Ferencváros           | 10–11    | UVSE       |

### Döntő
| 2017. december 10. 17:45 | UVSE                                                                | 14–12 | Dunaújvárosi Főiskola                   | Komjádi uszoda Nézőszám: 250 Játékvezetők: Berki András Fodor Rajmund |
| 2017. december 10. 17:45 | (3–1, 4–4, 3–3, 0–2, b: 4–2)                                        |       |                                         | Komjádi uszoda Nézőszám: 250 Játékvezetők: Berki András Fodor Rajmund |
| 2017. december 10. 17:45 | Csabai 3 Sevenich 3 Keszthelyi 2 Tóth I. 2 Parkes 2 Szűcs 1 Mucsy 1 |       | Szilágyi 5 Garda 4 Horváth B. 2 Vályi 1 | Komjádi uszoda Nézőszám: 250 Játékvezetők: Berki András Fodor Rajmund |

Az UVSE kupagyőztes csapatának tagjai: Csabai Dóra, Czigány Dóra, Gangl Edina, Gyárfás Dorottya, Keszthelyi Rita, Kiss Eszter Lara, Maczkó Lilla, Mucsy Anna Mandula, Pap Médea Rebeka, Pap Mónika, Parkes Rebecca, Vivian Sevenich, Szűcs Gabriella, Takács Vivien, Tóth Ildikó, vezetőedző: Benczur Márton